# Южен полюс
Южният полюс е математическа точка, в която се пресичат ротационната ос на Земята със земната повърхност, един от двата географски полюса. Той е и най-южната точка на Земята. За пръв път е достигнат от Руал Амундсен на 14 декември 1911 г.
Намира се в континента Антарктида на голо, обдухвано от вятъра ледено плато, разположено на 2835 m надморска височина. Дебелината на ледената покривка в района се оценява на около 2700 m, което означава, че скалната повърхност под ледения щит се намира приблизително на морското равнище. От 1956 г. на полюса функционира американската изследователска станция „Амундсен-Скот“.
Южният полюс не е най-студената точка на планетата. Най-ниската достоверна температура на Земята е измерена на руската станция Восток: −89,2 °C. Станцията е разположена на около 1300 km от полюса.

## География
В повечето случаи за Южен полюс се смята по-южната от двете точки, в които оста на Земята се докосва с повърхността ѝ (другата е Географския северен полюс). Въпреки това, оста на Земята се измества напред-назад, тоест това описание не е абсолютно точно.
Географските координати на Южния полюс обикновено се дават като 90°S. За географска дължина се смята О°W. На Южния полюс във всички посоки е север. По тази причина там посоките се указват според „основния север“, т.е. посоката север по Началния меридиан.
Географският Южен полюс се намира в континента Антарктида. Намира се върху неизпъкващо, открито и заледено плато с надморска височина 2835 m, на около 1300 km от най-близкото море (заливът Макмърдо). Ледът на полюса е дебел 2700 m, тоест земната кора там е приблизително на морското равнище.
Ледената покривка при полюса се придвижва с около 10 m годишно между 37° и 40° от „основния север“ към море Уедъл. По тази причина положението на станцията и другите означения, свързани с полюса, се променят от време на време.
Географският Южен полюс е указан с малък знак и пръчка, забити в леда, които се местят всяка Нова година в заависимост от изместването на ледената покривка. Върху знака са изписани датите, на които Руал Амундсен и Робърт Скот достигат полюса, последвани от кратък цитат от всеки от тях и височинен маркер 2835 m.
Пред полярната станция „Амундсен-Скот“ е създадено място за снимки, наречено „церемониален Южен полюс“. Той се намира близо до географския Южен полюс и е обозначен от нисък стълб с метално кълбо отгоре, обграден от знамената на държавите, подписали Антарктическия договор.

## Изследване

### Преди 1900 г.
През 1820 г. няколко експедиции твърдят, че първи са видели Антарктида, като всъщност това прави руската експедиция на Фадей Белингсхаузен и Михаил Лазарев. Първото стъпване на континета е извършено следващата година от американския капитан Джон Дейвис.
Очертанията на бреговата линия на Антарктида не са известни до средата или дори края на 19 век. Американският военноморски офицер Чарлс Уилкс заявява, че Антарктида е нов континент като извод от морската си експедиция от 1839-40 г. През 1839-43 г. англичанинът Джеймс Кларк Рос прави опит да доплава до Южния полюс, но не успява.

### 1900 – 1950 г.
Първият опит за достигане на Южния полюс по суша е извършен от Робърт Скот през 1901-04 г. (експедиция Дискавъри). Скот, придружен от Ърнест Шакълтън и Едуард Уилсън, целѝ да достигне възможно най-далече на юг и на 31 декември 1902 г. стига до 82°16′ S. Шакълтън се завръща в Антарктида като водач на друга британска експедиция с цел достигане на Южния полюс (експедиция Нимроуд). На 9 януари 1909 г., заедно с тримата си спътници, той достига 88°23′ S, на само 112 сухопътни мили от полюса, но е принуден да се върне.
Първите хора, достигнали географския Южен полюс, са норвежците Руал Амундсен и неговите придружители на 14 декември 1911 г. Амундсен нарича лагера си край полюса Пулхейм („Дом на полюса“), а платото, което го обгражда – „Крал Хокон VII“ в чест на тогавашния норвежки крал Хокон VII. Робърт Скот се завръща в Антарктида с втората си експедиция (експедиция Тера Нова), надпреварвайки се с Амундсен за достигането на Южния полюс. Скот и четиримата му спътници го достигат на 17 януари 1912 г., 34 дни след Амундсен. На обратния път той и четиримата му придружители загиват от глад и студ.
През 1914 г. Ърнест Шакълтън води Имперската трансантарктическа експедиция, която цели прекосяването на Антарктида през Южния полюс, но техният кораб, „Ендюрънс“, замръзва в ледовете и след 11 месеца потъва. Пътешествието по суша никога не се извършва.
Американският адмирал Ричард Евелин Байрд, придружен от втория си пилот Бернт Балчен, става първият човек, прелетял над Южния полюс, на 29 ноември 1929 г.

### След 1950 г.
Чак на 31 октомври 1956 г. човек отново стъпва на Южния полюс, когато група от Американските военноморски сили, оглавена от Джордж Дъфек, каца тук със самолет C-47 Skytrain. Американската полярна станция Амундсен-Скот е създадена със самолети през 1956-57 г. в чест на Международната година на геофизиката. След това тя постоянно е обслужвана от учени и поддържащ персонал.
След Амундсен и Скот, следващите хора, достигнали полюса по суша (макар и с малко самолетна помощ), са Едмънд Хилари (4 януари 1958 г.) и Вивиан Фукс (19 януари 1958 г.) със своите придружители по време на Трансантарктическата експедиция на Общността. Скоро със сухоземен транспорт Южният полюс е достигнат от експедициите на Антеро Хавола, Албърт Крейри и Ранълф Фийнис.
След създаването на база за логистична помощ в Пейтриът Хилс през 1987 г. полюсът става по-достъпен за експедиции, които не са организирани от правителства.
На 30 декември 1989 г. Арфед Фухс и Райнхолд Меснер стават първите хора, достигнали Южния полюс без животински или моторен транспорт, използвайки само ски и вятъра.
Най-бързото пътешествие от океана до географския Южен полюс без допълнителна помощ продължава 33 дни, започвайки от Херкулесовия залив, и е извършено през 2009 г. от канадските изследователи Рей Зейхъб, Ричард Уебър и Кевин Валъли, които чупят рекорда на американеца Тод Кармайкъл от 39 дни и 7 часа, поставен месец по-рано.

## Климат
По време на южната зима (март-септември) Южният полюс не получава никаква слънчева светлина, а от май до юли, между периодите на полумрака, е напълно тъмно, с изключение на лунната светлина. През лятото (септември-март) слънцето непрекъснато е над хоризонта и изглежда, че се движи по посока, обратна на часовниковата стрелка. Слънцето винаги е ниско в небето, като през декември достига максимума си – 23°. По-голямата част от слънчевата светлина, която достига земята, се отразява от повърхността на снега. Липсата на топлина, идваща от Слънцето, и голямата надморска височина правят полюса едно от най-студените места на Земята (най-студеното място на света всъщност е руската полярна станция Восток, също намираща се в Антарктида, която се намира на по-голяма надморска височина). Температурите на Южния полюс са по-ниски от тези на Северния полюс основно заради това, че първият се намира на по-висока надморска височина, докато вторият лежи в средата на океана, който задържа много топлина.
В средата на лятото, когато слънцето достига най-високата си точка в небето (23,5°), се наблюдават най-високите средни температури на полюса (−25,9 °C през януари). Със спаденето на нивото на слънцето в небето падат и температурите. По време на залезите през март и септември температурата достига −45 °C. През зимата средната температура е около −58 °C. Най-високата температура, измервана в полярна станция Амундсен-Скот, е −13,6 °C на 27 декември 1978 г., а най-ниската е −82,8 °C на 23 юни 1982 г. (Най-ниската температура, измерване на Земята, е −89,2 °C в станция Восток на 21 юли 1983 г.)
Южният полюс има пустинен климат, без почти никакви валежи. Влажността на въздуха е почти нулева. Въпреки това силните ветрове могат да предизвикат снеговалежи, при което на полюса падат около 200 mm сняг годишно. Куполът на станцията на някои снимки е частично зарит в сняг поради снежна буря, а входът трябва редовно да се почиства, за да се предотврати това. По-новите сгради в областта са издигнати на пилони, за да не се натрупва сняг край тях.
| Климатични данни за Южния полюс       | Климатични данни за Южния полюс | Климатични данни за Южния полюс | Климатични данни за Южния полюс | Климатични данни за Южния полюс | Климатични данни за Южния полюс | Климатични данни за Южния полюс | Климатични данни за Южния полюс | Климатични данни за Южния полюс | Климатични данни за Южния полюс | Климатични данни за Южния полюс | Климатични данни за Южния полюс | Климатични данни за Южния полюс | Климатични данни за Южния полюс |
| Месеци                                | яну.                            | фев.                            | март                            | апр.                            | май                             | юни                             | юли                             | авг.                            | сеп.                            | окт.                            | ное.                            | дек.                            | Годишно                         |
| Абсолютни максимални температури (°C) | −14                             | −20                             | −26                             | −27                             | −30                             | −31                             | −33                             | −32                             | −29                             | −29                             | −18                             | −13                             | −13,6                           |
| Средни максимални температури (°C)    | −25,9                           | −38,1                           | −50,3                           | −54,2                           | −53,9                           | −54,4                           | −55,9                           | −55,6                           | −55,1                           | −48,4                           | −36,9                           | −26,5                           | −46,3                           |
| Средни минимални температури (°C)     | −29,4                           | −42,7                           | −57                             | −61,2                           | −61,7                           | −61,2                           | −62,8                           | −62,5                           | −62,4                           | −53,8                           | −40,4                           | −29,3                           | −52                             |
| Абсолютни минимални температури (°C)  | −41                             | −57                             | −71                             | −75                             | −78                             | −82                             | −80                             | −77                             | −79                             | −71                             | −55                             | −38                             | −82,8                           |
| Часове слънчева светлина              | 558                             | 480                             | 217                             | 0                               | 0                               | 0                               | 0                               | 0                               | 60                              | 434                             | 600                             | 589                             | 2938                            |
| ------------------------------------- | ------------------------------- | ------------------------------- | ------------------------------- | ------------------------------- | ------------------------------- | ------------------------------- | ------------------------------- | ------------------------------- | ------------------------------- | ------------------------------- | ------------------------------- | ------------------------------- | ------------------------------- |
| Източник:                             |                                 |                                 |                                 |                                 |                                 |                                 |                                 |                                 |                                 |                                 |                                 |                                 |                                 |

## Часова зона
На повечето места на Земята часовата зона се определя от географската дължина, тоест времето е малко или много повлияно от мястото на слънцето в небето (например средата на деня е времето, когато слънцето е най-високо в небето). Тази концепция не се отнася за Южния полюс, където слънцето изгрява веднъж годишно, където се събират всички меридиани, и следователно има всички часови зони. Няма никаква причина за поставянето на полюса в определена часова зона, но за практическо улеснение в полярната станция Амундсен-Скот се приема новозеландското време (UTC+12). Това е така, защото американците си доставят провизии от Крайстчърч, Нова Зеландия.

## Флора и фауна
Поради изключително суровия си климат няма никакви животни и растения, които поначало живеят на Южния полюс. Понякога оттук преминават мигриращи птици скуа.
През 2000 г. е обявено, че в леда на Южния полюс живеят микроби, но учените са на мнение, че те не са се зародили в Антарктида.